# 施雅治
施雅治（Arthur Antonio da Silva），葡萄牙裔香港商人，經營空運業務，香港十七連捷馬王精英大師的馬主，因精英大師而廣受人認識。
此施雅治（Arthur Antonio da Silva）不同德裔港人施雅治（Archibald Zimmern）。
在擁有精英大師之前，他名下的馬匹緊張大師（BH195）(61次出賽，7冠5亞7季)、醒目大師(5次出賽，1季)、精明大師(57次出賽，9冠3亞2季)服役期間都交出一定的成績，而緊張大師的馬名反映施雅治本人的緊張性格，及在終點前為愛駒打氣時的緊張表情。
此外，他亦是同主馬英明大師(39次出賽，4冠5亞3季)、精玲大師(10次出賽，2冠1亞1季)、魔幻大師(24次出賽，6冠4亞2季)、英勇大師(66次出賽，7冠9亞6季)、星光大師(43次出賽，2冠5亞6季)、至尊大師(28次出賽，4冠1季)、緊張大師（E421）(24次出賽，5冠2亞6季）、精選大師(3次出賽，從未跑入前三名)、古惑大師、可靠大師的馬主和香港賽馬會競駿會的前任主席。

## 外部連結
- 迅達航空貨運(香港)有限公司官方網頁 （中文） （英文） （德文）